# Philippa Foot
Pour les articles homonymes, voir Foot.
Philippa Ruth Foot, née Bosanquet le 3 octobre 1920 à Owston Ferry et morte le 3 octobre 2010 à Oxford, est une philosophe britanno-américaine. Elle est surtout connue pour ses travaux en éthique, étant l'une des fondatrices de l'éthique de la vertu contemporaine.
Certains de ses travaux, dont le célèbre dilemme du tramway, ont été cruciaux pour le retour de l'éthique normative en philosophie analytique. Athée convaincue, elle est reconnue pour sa critique du conséquentialisme.

## Biographie
Philippa Foot est la fille de Esther Cleveland (en) et du capitaine William Sidney Bence Bosanquet et elle est également la petite-fille de Grover Cleveland. Son grand-père paternel est Frederick Albert Bosanquet (en), magistrat.
Philippa Bosanquet commence des études en philosophie au Somerville College (Oxford). Elle y fréquentera notamment G. E. M. Anscombe, qui la convaincra qu'il y a certains problèmes avec le non-cognitivisme et l'écrivaine et théoricienne de la littérature[réf. souhaitée] Iris Murdoch.
Pendant plusieurs années, elle est professeure de philosophie à l'université de Californie à Berkeley. Elle a été de 1945 à 1960, mariée à l'historien Michael R. D. Foot.
Elle meurt le jour de son 90e anniversaire, le 3 octobre 2010.

## Œuvres principales
- Virtues and Vices and Other Essays in Moral Philosophy. Berkeley: University of California Press; Oxford: Blackwell, 1978
- Natural Goodness. Oxford: Clarendon Press, 2001.
- Moral Dilemmas: And Other Topics in Moral Philosophy, Oxford: Clarendon Press, 2002.

### Traduction française
- Le Bien naturel, traduit de l’anglais par John E. Jackson et Jean-Marc Tétaz, Genève, Labor et Fides, 2014.